# Azəryol Voleybol Klubu 2013-2014
Questa voce raccoglie le informazioni riguardanti l'Azəryol Voleybol Klubu nella stagione 2013-2014.

## Organigramma societario
Area direttiva
- Presidente: ?

Area tecnica
- Allenatore: Angelo Vercesi
- Assistente allenatore: Vugar Aliev

## Rosa
| N° | Nome               | Ruolo | Data di nascita   | Nazionalità sportiva |
| -- | ------------------ | ----- | ----------------- | -------------------- |
| 1  | Annerys Vargas     | C     | 7 agosto 1981     | Rep. Dominicana      |
| 2  | Ksenija Kovalenko  | C     | 21 novembre 1986  | Azerbaigian          |
| 3  | Fernanda da Silva  | C     | 15 luglio 1984    | Brasile              |
| 4  | Oksana Parchomenko | P     | 28 luglio 1984    | Azerbaigian          |
| 5  | Odina Əliyeva      | S     | 22 maggio 1990    | Azerbaigian          |
| 6  | Lisa Thomsen       | L     | 20 agosto 1985    | Germania             |
| 8  | Natavan Gasimova   | P     | 8 luglio 1985     | Azerbaigian          |
| 9  | Chiara Di Iulio    | S     | 5 maggio 1985     | Italia               |
| 10 | Jana Matiašovská   | S     | 7 luglio 1987     | Azerbaigian          |
| 11 | Jessica Jones      | C     | 15 novembre 1986  | Stati Uniti          |
| 12 | Valeriya Korotenko | L     | 29 gennaio 1984   | Azerbaigian          |
| 14 | Margareta Kozuch   | O     | 30 ottobre 1986   | Germania             |
| 15 | Yusidey Silié      | P     | 11 novembre 1984  | Cuba                 |
| 16 | Akiko Ino          | L     | 28 settembre 1986 | Giappone             |
| 16 | Ceyran Əliyeva     | L     | 3 gennaio 1995    | Azerbaigian          |
| 17 | Polina Rəhimova    | O     | 5 giugno 1990     | Azerbaigian          |

## Mercato
| Acquisti | Acquisti           | Acquisti            | Acquisti   |
| R.       | Nome               | da                  | Modalità   |
| -------- | ------------------ | ------------------- | ---------- |
| C        | Annerys Vargas     | Criollas de Caguas  | definitivo |
| C        | Ksenija Kovalenko  | Azərreyl            | definitivo |
| P        | Oksana Parchomenko | Azərreyl            | definitivo |
| S        | Chiara Di Iulio    | Bergamo             | definitivo |
| S        | Jana Matiašovská   | Hyundai Hillstate   | definitivo |
| C        | Jessica Jones      | Lancheras de Cataño | definitivo |
| L        | Valeriya Korotenko | Azərreyl            | definitivo |
| O        | Margareta Kozuch   | Busto Arsizio       | definitivo |
| O        | Polina Rəhimova    | Azərreyl            | definitivo |
| L        | Lisa Thomsen       | Schweriner          | definitivo |
| L        | Ceyran Əliyeva     | Azərreyl            | definitivo |
| C        | Fernanda da Silva  | Barueri             | definitivo |

| Cessioni | Cessioni             | Cessioni     | Cessioni   |
| R.       | Nome                 | a            | Modalità   |
| -------- | -------------------- | ------------ | ---------- |
| S        | Darya Zamanova       | -            | ritirata   |
| S        | Vendula Adlerová     | Slavia Praga | definitivo |
| O        | Anastasija Artem'eva | Azərreyl     | definitivo |
| C        | Elena Parchomenko    | Azərreyl     | definitivo |
| C        | Jennifer Joines      | -            | ritirata   |
| S        | Ol'ga Elgardt        | Ufimočka     | definitivo |
| S        | Kseniya Pavlenko     | -            | ritirata   |
| P        | Shafagat Habibova    | Azərreyl     | definitivo |
| C        | Aynur Kərimova       | Azərreyl     | definitivo |
| L        | Oksana Kiselyova     | Azərreyl     | definitivo |
| C        | Gwendolyn Rucker     | Azərreyl     | definitivo |
| L        | Akiko Ino            | -            | ritirata   |

## Statistiche

### Statistiche di squadra
| Competizione     | Punti | In casa | In casa | In casa | In trasferta | In trasferta | In trasferta | Totale | Totale | Totale |
| Competizione     | Punti | G       | V       | P       | G            | V            | P            | G      | V      | P      |
| ---------------- | ----- | ------- | ------- | ------- | ------------ | ------------ | ------------ | ------ | ------ | ------ |
| Superliqa        | 34    | 10      | 8       | 2       | 10           | 7            | 3            | 20     | 15     | 5      |
| Champions League | 7     | 3       | 2       | 1       | 3            | 0            | 3            | 6      | 2      | 4      |
| Coppa CEV        | -     | 2       | 1       | 1       | 2            | 0            | 2            | 4      | 1      | 3      |
| Totale           | -     | 15      | 11      | 4       | 15           | 7            | 8            | 30     | 18     | 12     |

G = partite giocate; V = partite vinte; P = partite perse

### Statistiche dei giocatori
| Giocatrice     | Champions League | Champions League | Champions League | Champions League | Champions League | Coppa CEV | Coppa CEV | Coppa CEV | Coppa CEV | Coppa CEV |
| Giocatrice     | P                | PT               | AV               | MV               | BV               | P         | PT        | AV        | MV        | BV        |
| -------------- | ---------------- | ---------------- | ---------------- | ---------------- | ---------------- | --------- | --------- | --------- | --------- | --------- |
| C. Əliyeva     | -                | -                | -                | -                | -                | -         | -         | -         | -         | -         |
| O. Əliyeva     | 5                | 93               | 82               | 10               | 1                | 4         | 33        | 22        | 7         | 4         |
| F. da Silva    | -                | -                | -                | -                | -                | -         | -         | -         | -         | -         |
| C. Di Iulio    | 5                | 52               | 43               | 9                | 2                | 4         | 32        | 27        | 3         | 2         |
| N. Gasimova    | 4                | 2                | 1                | 0                | 1                | 4         | 0         | 0         | 0         | 0         |
| A. Ino         | 2                | 0                | 0                | 0                | 0                | -         | -         | -         | -         | -         |
| J. Jones       | 5                | 29               | 12               | 15               | 2                | 2         | 22        | 7         | 13        | 2         |
| V. Korotenko   | 2                | 0                | 0                | 0                | 0                | -         | -         | -         | -         | -         |
| K. Kovalenko   | 5                | 43               | 32               | 8                | 3                | 3         | 9         | 6         | 3         | 0         |
| M. Kozuch      | 3                | 60               | 53               | 4                | 3                | 4         | 38        | 29        | 1         | 8         |
| J. Matiašovská | 5                | 3                | 2                | 1                | 0                | 3         | 6         | 5         | 1         | 0         |
| O. Parchomenko | 3                | 3                | 0                | 1                | 2                | 3         | 13        | 8         | 2         | 3         |
| P. Rəhimova    | 5                | 42               | 38               | 1                | 3                | 4         | 24        | 18        | 5         | 3         |
| Y. Silié       | 5                | 19               | 6                | 11               | 2                | 4         | 3         | 0         | 2         | 1         |
| L. Thomsen     | 4                | 0                | 0                | 0                | 0                | 4         | 0         | 0         | 0         | 0         |
| A. Vargas      | 5                | 40               | 21               | 19               | 0                | 4         | 28        | 18        | 9         | 1         |

P = presenze; PT = punti totali; AV = attacchi vincenti; MV = muri vincenti; BV = battute vincenti

NB: Non sono disponibili i dati relativi alla Superliqa e totali